# Le Grez
Le Grez è un comune francese di 409 abitanti situato nel dipartimento della Sarthe, nella regione dei Paesi della Loira.

## Società

### Evoluzione demografica
Abitanti censiti